# Уапело (окръг, Айова)
Окръг Уапело (на английски: Wapello County) е окръг в щата Айова, Съединени американски щати. Площта му е 1129 km², а населението - 36 051 души (2000). Административен център е град Отъмуа.